# Gerbrand Adriaensz Bredero
Gerbrand Adriaensz Bredero (n. 16 martie 1585, Amsterdam, Comitatul Olanda, Provinciile Unite – d. 23 august 1618, Amsterdam, Comitatul Olanda, Provinciile Unite)  a fost un poet și dramaturg neerlandez în perioada Epocii de Aur Neerlandeze.

## Biografie
Bredero s-a născut în 1585, în Amsterdam,, unde a trăit toată  viața. El și-a însușit numele de "G.A. Bredero, Amstelredammer", de asemenea a fost poreclit Breero sau Brederode. A fost a treilea copil al lui Marry Gerbrants și a lui Adriaen Cornelisz. 
La școală Bredero a învățat franceza, engleza și latina. Mai târziu fiind ucenicul pictorului Francesco Badens,, din Antwerp, a primit lecții de pictură, dar nici o pictură de a sa nu a supraviețuit până în zilele noastre.
În 1611 devine membru al societății dramatice rederijkerskamer, (Camerele retoricii), devenind prieten cu Roemer Visscher and P.C.Hooft. 
Moare în anul 1618, la vârsta de 33 de ani, răpus de pneumonie.

## Piese de teatru
- Rodd'rick ende Alphonsus (jucată prima dată în 1611[8])
- Griane (jucată prima dată în 1612[8])
- Klucht van de Koe
- Klucht van de Molenaer
- Moortje (jucată prima dată în 1615[8])
- Lucelle (jucată prima dată în 1616[8])
- Spaansen Brabander (jucată prima dată în 1617[8])